# Kościół św. Józefa Rzemieślnika w Bydgoszczy

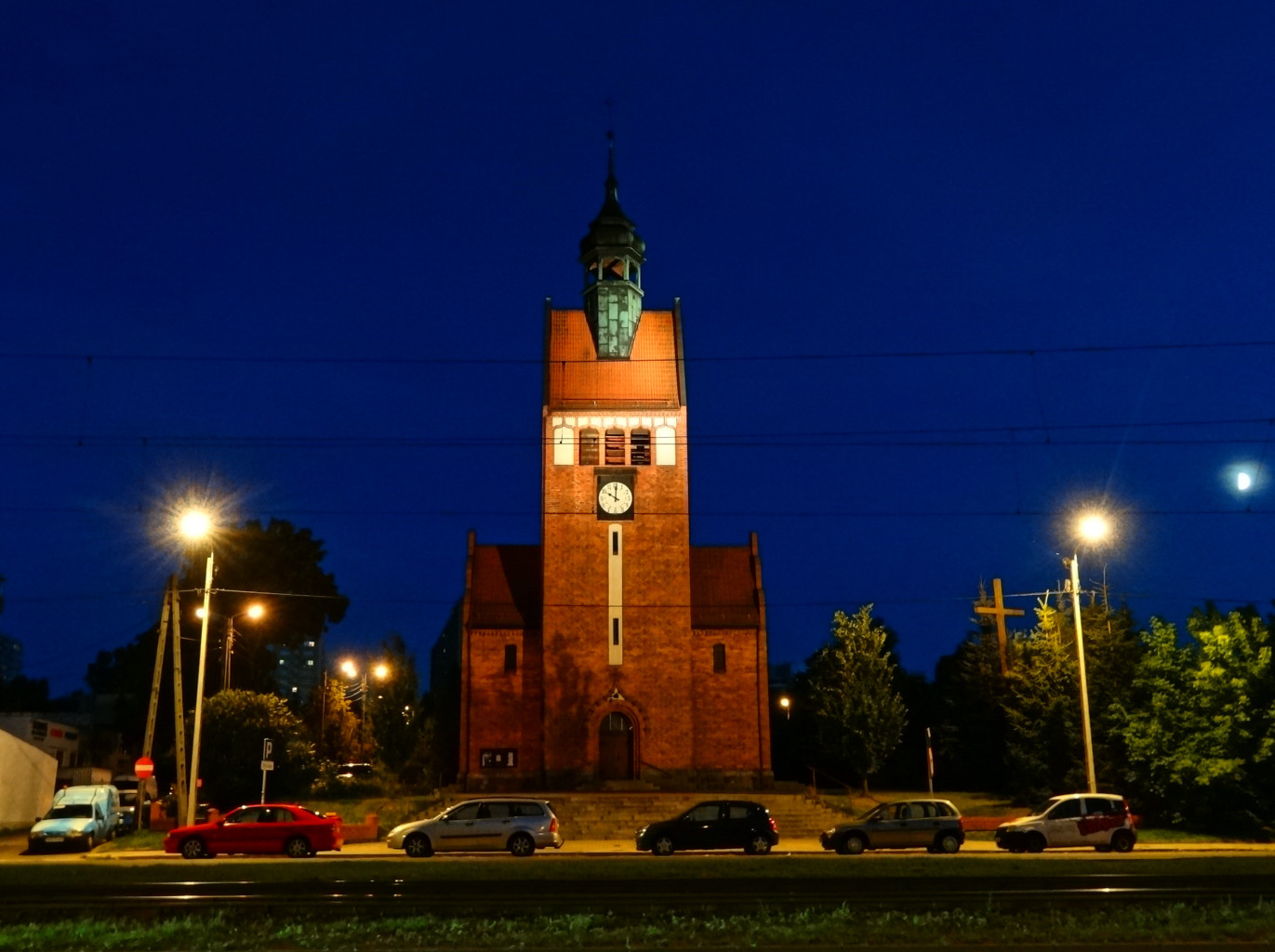
Nocą

Kościół św. Józefa Rzemieślnika w Bydgoszczy – kościół położony w Bydgoszczy, którego patronem jest Józef z Nazaretu.

## Położenie
Kościół znajduje się przy ul. Toruńskiej 166 na północnym obrzeżu osiedla Wyżyny w Bydgoszczy.

## Historia
Budowa kościoła odbyła się w kontekście intensywnego rozwoju ewangelickiej architektury sakralnej w Bydgoszczy i na jej przedmieściach w końcu wieku XIX i na początku XX.
Wówczas wzniesiono na tym terenie osiem zborów ewangelicko-unijnych, w większości neogotyckich, licowanych czerwoną cegłą.
Gmina ewangelicko-unijna na terenie Małych Bartodziejów, składająca się niemal wyłącznie z wyznawców narodowości niemieckiej powstała w 1901 roku. Jej pastorem został Wilhelm Faure, który swą posługę pełnił do 1930 roku. 24 września 1903 roku władze wydały zezwolenie na budowę kościoła, podobnie jak dla gmin Wilczak, Okole, Czyżkówko oraz Szwederowo.
Projekt świątyni autorstwa królewskiego okręgowego inspektora budowlanego Ismara Hermanna powstał w 1904 roku. Następnie przekazano go do Berlina, gdzie został zatwierdzony w Ministerstwie Robót Publicznych przez Friedricha Oskara Hossfelda – architekta, nadzorcę wszelkich prac w zakresie budownictwa sakralnego na obszarach znajdujących się pod zaborem pruskim. Równolegle, przy udziale tych samych autorów i zatwierdzających zrealizowano projekt dziś już nieistniejącego kościoła ewangelickiego pw. Marcina Lutra dla parafii Szwederowo oraz kościoła ewangelickiego dla parafii Wilczak.
Prace przy wznoszeniu i wyposażeniu kościoła ukończono w 1906 roku.
Świątynia służyła niemieckiej gminie kościoła ewangelicko-unijnego do 1945 roku, chociaż najlepsze lata dla rozwoju parafii i zboru zakończyły się już wraz z wybuchem pierwszej wojny światowej.
Po wyjściu Niemców z Bydgoszczy świątynia parafii ewangelickiej przestała być używana. Władze miejskie (Komitet Obywatelski Miasta Bydgoszczy) przekazały ją do użytku katolikom. Poświęcona świątynia otrzymała wezwanie św. Józefa Rzemieślnika i początkowo pełniła funkcję kościoła rektorskiego oraz filii Fary. Utworzenie parafii przy kościele nastąpiło 1 października 1946 roku.
W latach 60. i 70. XX w. kościół zapewniał z konieczności obsługę duszpasterską dla mieszkańców budujących się nowych dużych osiedli Bydgoszczy: Wyżyn i Kapuścisk.
15 października 2006 roku bp Jan Tyrawa dokonał konsekracji świątyni.
W 2019 władze miejskie przyznały środki na przeprowadzenie remontu elewacji świątyni, który rozpoczęto w II połowie roku.

## Architektura
Kościół zbudowany został w stylu eklektycznym, łączącym cechy neogotyckie i neoromańskie.
Świątynia jest jednonawowa, z zamkniętym prosto prezbiterium skierowanym na południe.
W narożu południowo-zachodnim znajduje się czworoboczna zakrystia. Od frontu dominuje masywna wieża z bocznymi aneksami, zwieńczona barokizującą sygnaturką. 
Korpus, wieża i aneksy nakryte są dachami dwuspadowymi. 
Trójkątne szczyty aneksów i wieży dekorowane są tynkowanymi płycinami.
O neogotyckim stylu budowli świadczą przede wszystkim oskarpowanie bryły, krzyżowo-żebrowe sklepienie prezbiterium, okna z maswerkami oraz wimperga wieńcząca główny portal.
Świątynia w porównaniu ze sąsiednimi zborami ewangelickimi wzniesionymi w tym samym czasie na Wilczaku oraz Szwederowie prezentuje nieco skromniejszą formę architektoniczną, co wynika z realizmu wiernych parafii, o której wiadomo, że była niewielka.

## Wystrój wnętrza
We wnętrzu kościoła zachowała się drewniana empora. W prezbiterium zastosowano sklepienie krzyżowo-żebrowe, w nawie drewnianą pozorną kolebkę.

### Organy
Organy w świątyni zostały zbudowane na pocz. XX w. przez Paula Voelknera z Bydgoszczy. W latach 80. XX w. zostały przebudowane przez Kazimierza Urbańskiego.

### Galeria

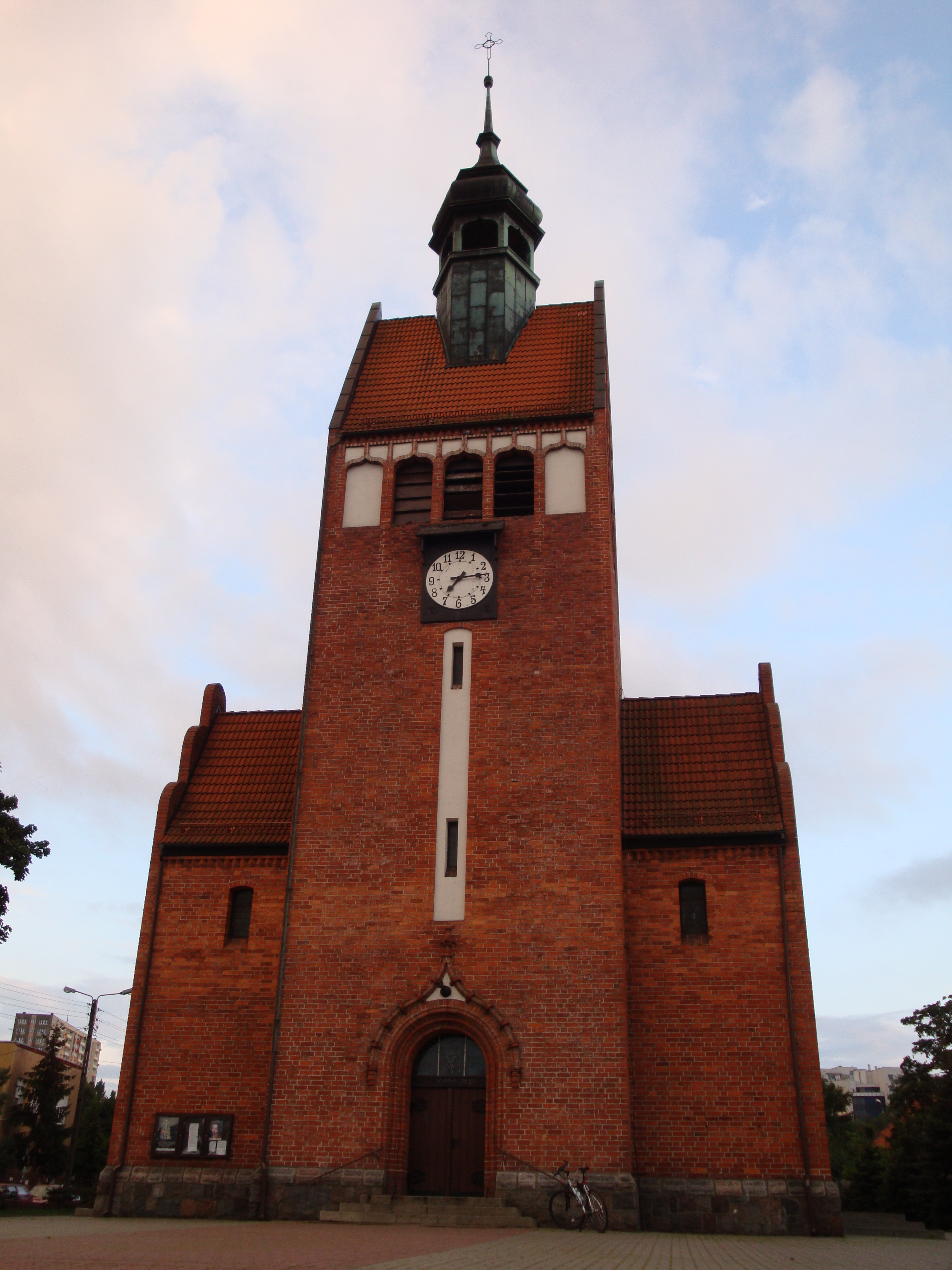
Od frontu
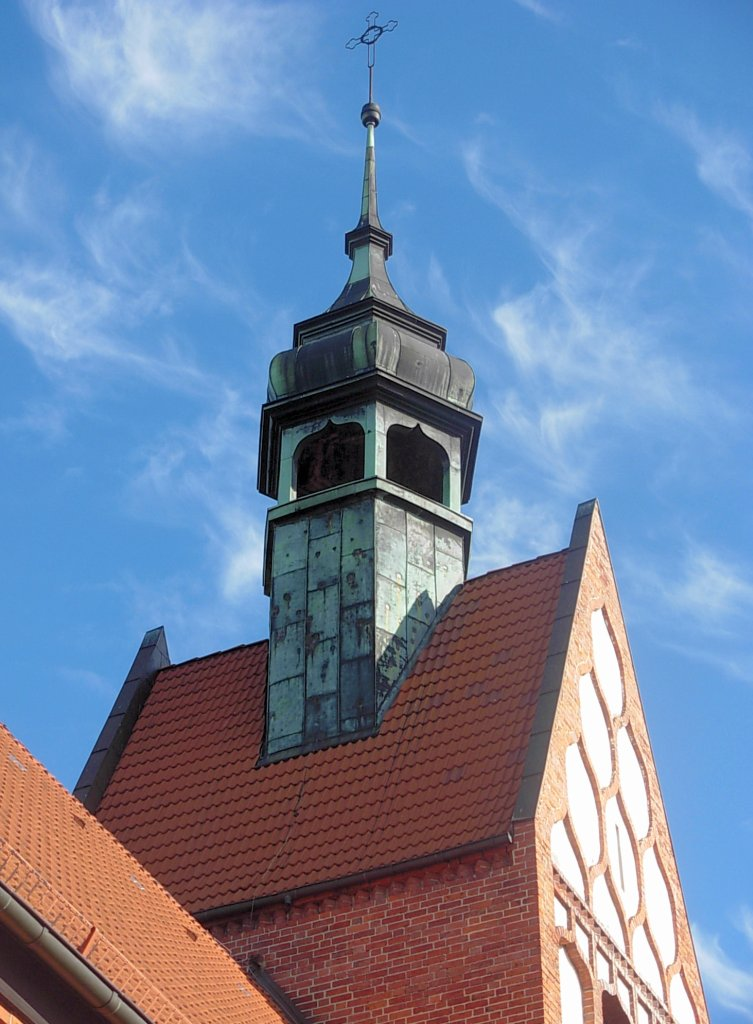
Wieża
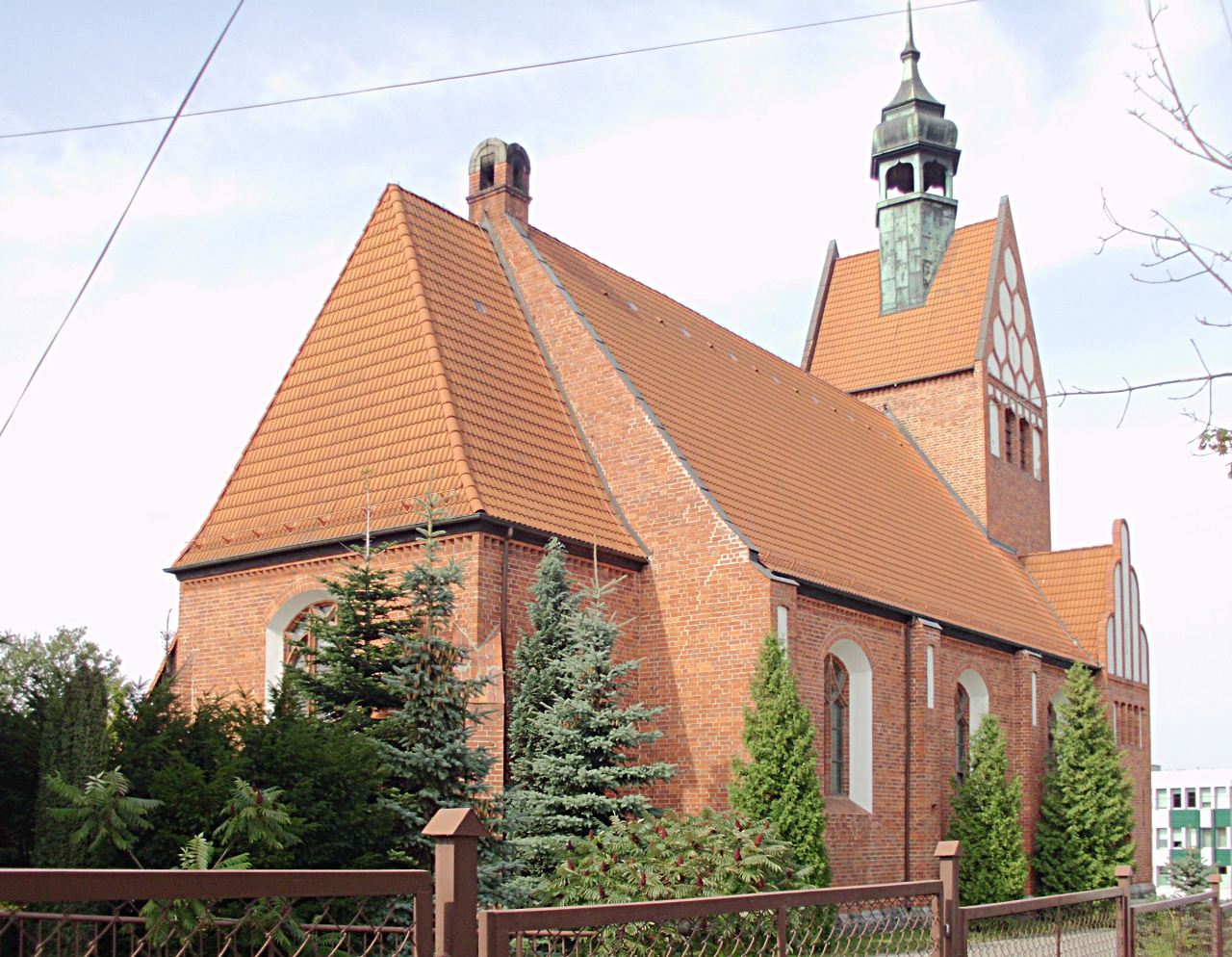
Od tyłu
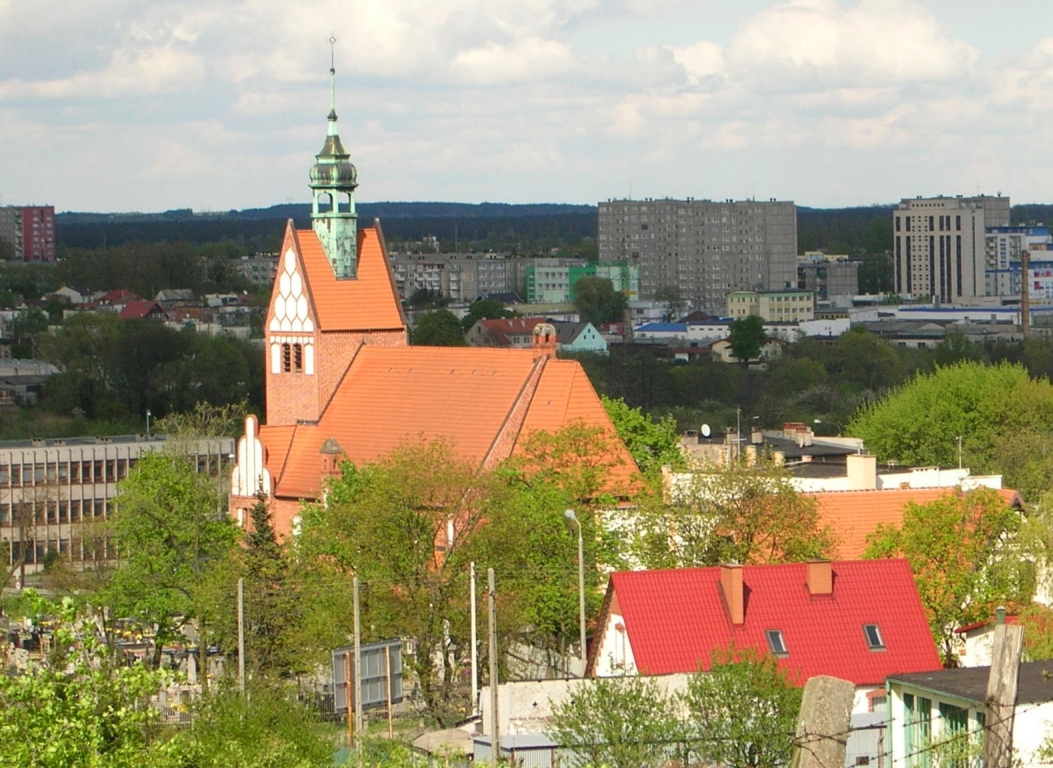
Widok z osiedla Wyżyny
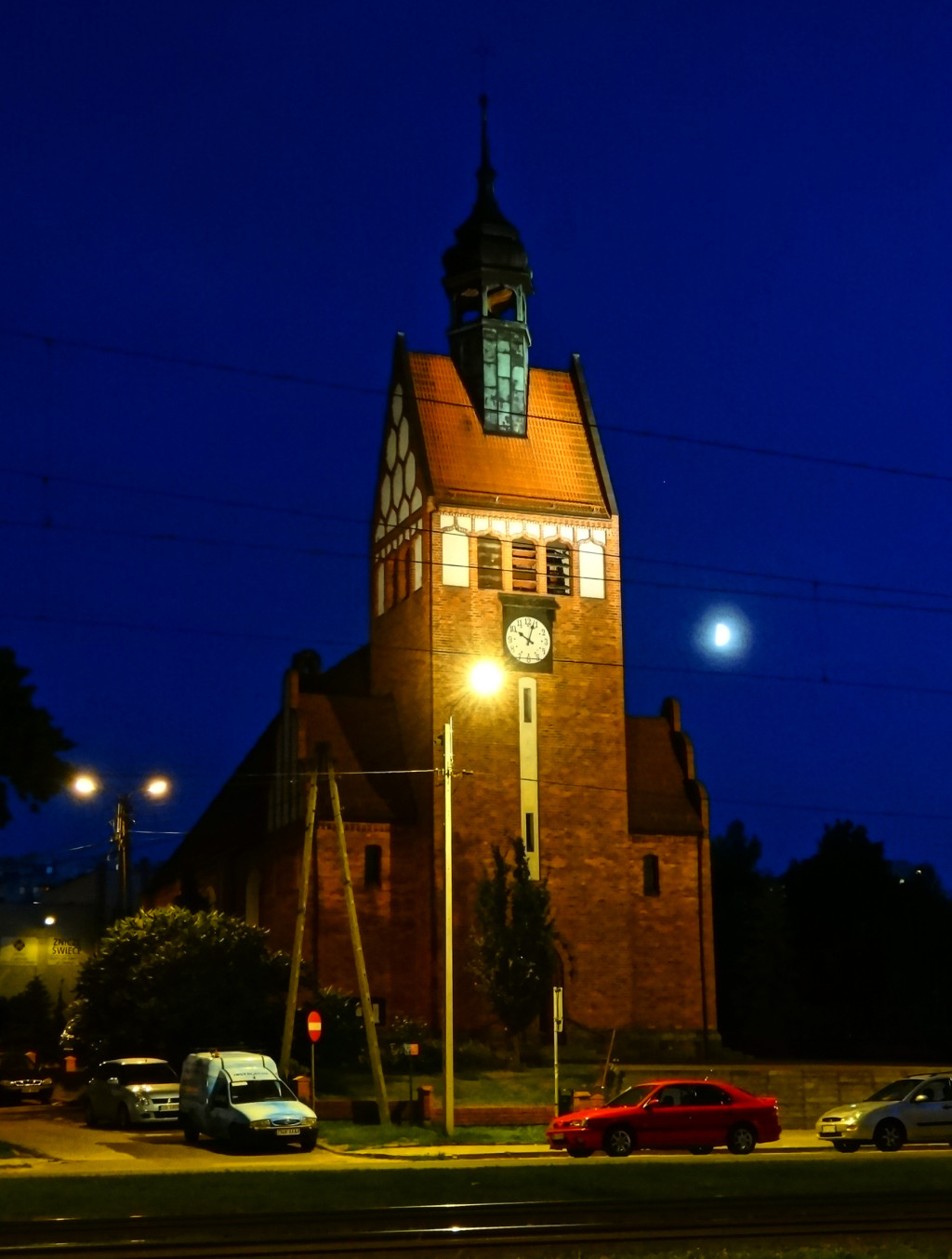
Nocą